# Jaden Ivey
Jaden Edward Dhananjay Ivey (South Bend, 13 de fevereiro de 2002) é um jogador norte-americano de basquete que atualmente joga no Detroit Pistons da National Basketball Association (NBA).
Ele jogou basquete universitário pela Universidade Purdue e foi selecionado como a quinta escolha geral no draft da NBA de 2022.

## Início da vida e carreira no ensino médio
Ivey cresceu jogando futebol americano, basquete e futebol e praticando karatê. Ele começou a se concentrar no basquete como calouro no ensino médio. Ivey jogou pela Marian High School em Mishawaka, Indiana em seus primeiros três anos.
Em sua última temporada, ele se transferiu para a La Lumiere School em La Porte, Indiana, ingressando em um dos melhores programas do país. Um recruta de quatro estrelas de consenso, ele se comprometeu a jogar basquete universitário pela Universidade Purdue e rejeitou as ofertas de Butler e Notre Dame.

## Carreira universitária

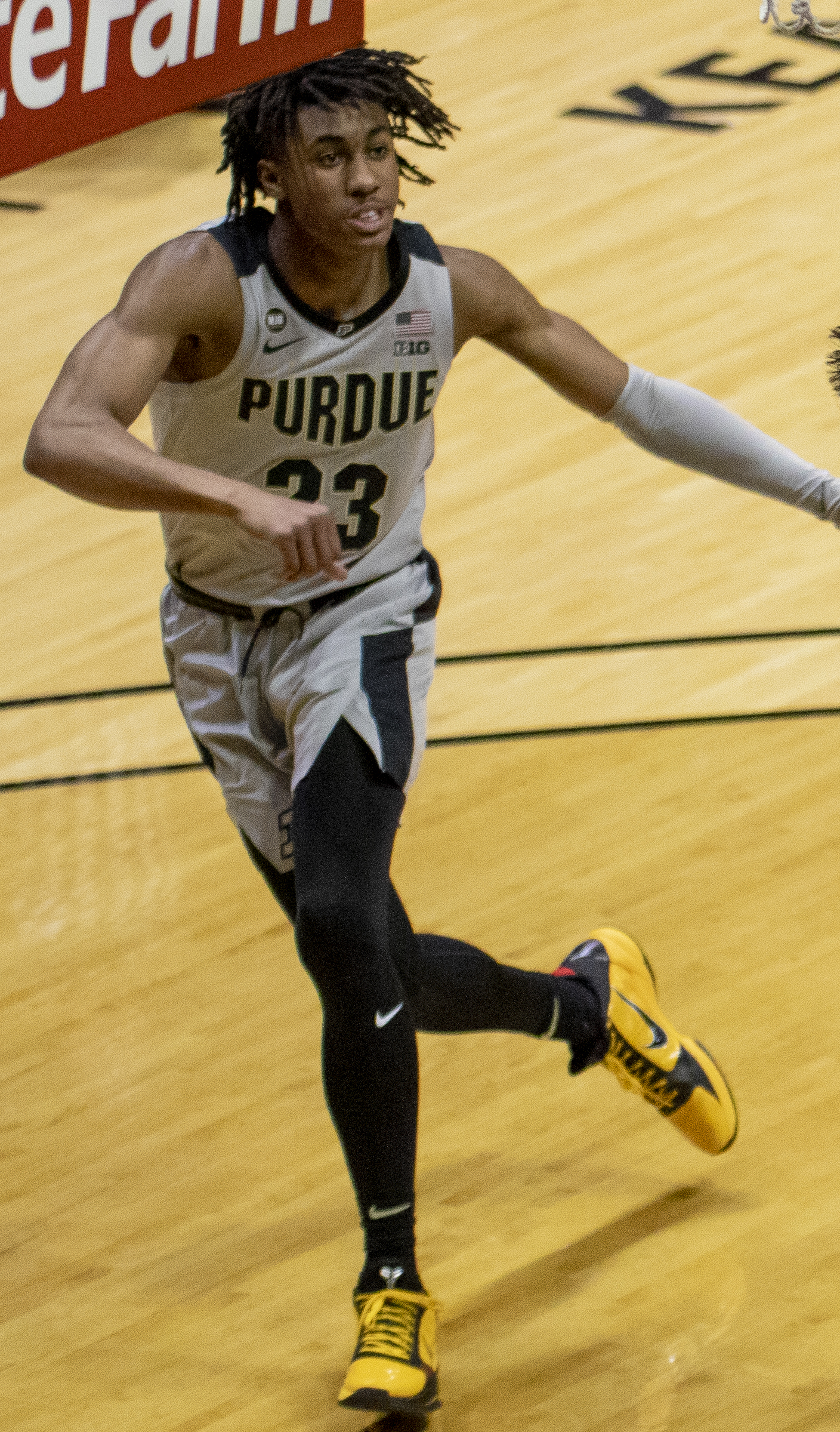
Ivey em janeiro de 2021

No início de sua temporada de calouro, Ivey perdeu cinco jogos com uma lesão no pé. Em 19 de março, ele marcou 26 pontos, o recorde da temporada, em uma derrota por 78-69 na prorrogação para North Texas na primeira rodada do Torneio da NCAA. Como calouro, ele teve médias de 11,1 pontos e 3,3 rebotes e foi selecionado para Equipe de Calouro da Big Ten.
Em 30 de janeiro de 2022, ele marcou 21 pontos e acertou a cesta de três pontos da vitória com 0,6 segundos restantes em uma vitória por 81-78 sobre Ohio State. Em seu segundo ano, ele teve médias de 17,3 pontos, 4,9 rebotes e 3,1 assistências e foi nomeado para a Primeira-Equipe da Big Ten.
Em 31 de março de 2022, Ivey se declarou para o Draft da NBA de 2022, renunciando à elegibilidade universitária restante. Ele era uma das cinco primeiras escolhas do draft.

## Carreira profissional

### Detroit Pistons (2022–Presente)
Ivey foi selecionado pelo Detroit Pistons como a quinta escolha geral no draft da NBA de 2022. Em 7 de julho, ele fez sua estreia na Summer League e registrou 20 pontos, seis rebotes e seis assistências em uma vitória por 81-78 contra o Portland Trail Blazers.
Em 19 de outubro, Ivey fez sua estreia na temporada regular e registrou 19 pontos, três rebotes e quatro assistências na vitória por 113–109 sobre o Orlando Magic. Em 20 de dezembro, Ivey marcou 30 pontos, o recorde de sua carreira, durante uma derrota por 126-111 para o Utah Jazz. Em 27 de março de 2023, ele marcou 32 pontos em uma derrota por 126-117 para o Milwaukee Bucks.
Em 24 de novembro de 2023, Ivey marcou 25 pontos durante uma derrota na Copa NBA para o Indiana Pacers. Em 7 de fevereiro de 2024, Ivey marcou um recorde pessoal de 37 pontos em uma vitória por 133-120 sobre o Sacramento Kings.

## Estatísticas da carreira

### Temporada Regular
| Ano      | Equipe   | PJ  | PT  | MPJ  | AP   | 3P   | LL   | RT  | AS  | BR | TO | PPJ  |
| -------- | -------- | --- | --- | ---- | ---- | ---- | ---- | --- | --- | -- | -- | ---- |
| 2022-23  | Detroit  | 74  | 73  | 31.1 | .416 | .343 | .747 | 3.9 | 5.2 | .8 | .2 | 16.3 |
| 2023–24  | Detroit  | 77  | 61  | 28.8 | .429 | .336 | .749 | 3.4 | 3.8 | .7 | .5 | 15.4 |
| Carreira | Carreira | 151 | 134 | 29.9 | .422 | .339 | .748 | 3.6 | 4.5 | .7 | .3 | 15.8 |

### Universidade
| Ano      | Equipe   | PJ | PT | MPJ  | AP   | 3P   | LL   | RT  | AS  | BR  | TO  | PPJ  |
| -------- | -------- | -- | -- | ---- | ---- | ---- | ---- | --- | --- | --- | --- | ---- |
| 2020–21  | Purdue   | 23 | 12 | 24.2 | .399 | .258 | .726 | 3.3 | 1.9 | 0.7 | 0.7 | 11.1 |
| 2021–22  | Purdue   | 36 | 34 | 31.4 | .460 | .358 | .744 | 4.9 | 3.1 | 0.9 | 0.6 | 17.3 |
| Carreira | Carreira | 59 | 46 | 28.6 | .440 | .322 | .739 | 4.3 | 2.6 | 0.8 | 0.6 | 14.9 |

## Prêmios e Homenagens
NBA
- NBA All-Rookie Team:
  - Segundo Time: 2023

## Vida pessoal
A mãe de Ivey, Niele Ivey, é a técnica de basquete feminino da Notre Dame. Ela jogou na WNBA por cinco temporadas. O pai de Jaden, Javin Hunter, jogou pelo Baltimore Ravens e pelo San Francisco 49ers na NFL. Seu avô, James Hunter, também jogou na NFL pelo Detroit Lions.

Ivey é cristão. A esposa de Ivey, Caitlyn, deu à luz o primeiro filho deles em 27 de fevereiro de 2023.